# Union Creek (Oregon)
Union Creek est une communauté non incorporée du comté de Jackson, dans l'Oregon, aux États-Unis. Elle est située dans la vallée de l'Union Creek, un affluent du fleuve Rogue qui lui donne son nom.